# سیارک ۱۲۴۶۹
سیارک ۱۲۴۶۹ (به انگلیسی: 12469 Katsuura، نامگذاری:1997AW18) دوازده هزار و چهارصد و شصت و نهمین سیارک کشف شده‌است که در ۹ ژانویه ۱۹۹۷ کشف شد.
قدر مطلق سیارک برابر ۱۶.۲ است.